# Cuicuilco

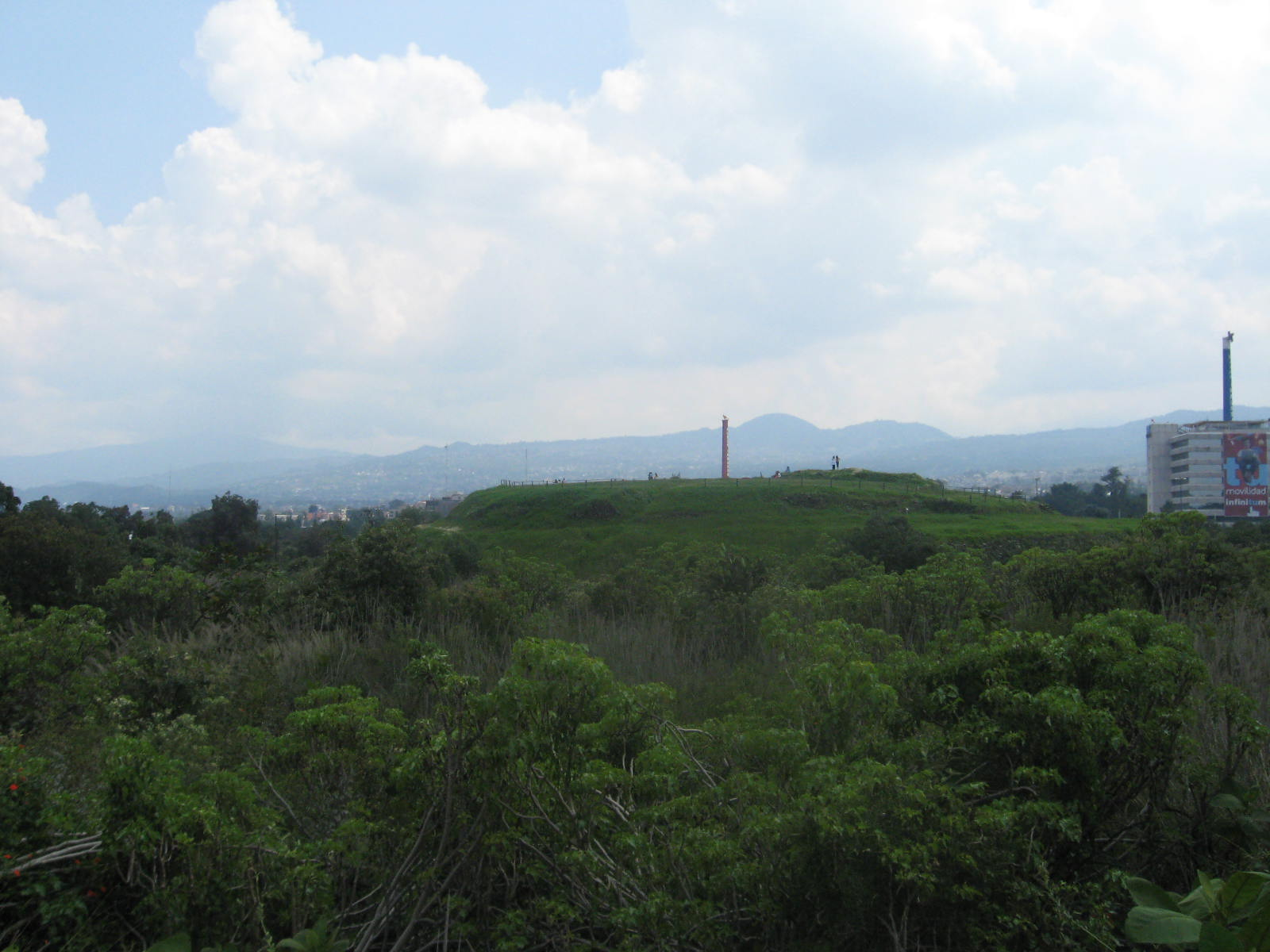
Vista della principale piramide circolare di Cuicuilco, guardando verso sud dall'Anillo Periférico

Cuicuilco è un importante sito archeologico mesoamericano risalente ai periodi medio e tardo preclassico (circa 700 a.C. – 150 d.C.), situato sulla costa meridionale del lago di Texcoco nella parte sud-orientale della Valle del Messico. Si tratta di un sito archeologico che fu occupato dall'inizio del preclassico alla sua distruzione, avvenuta nel tardo preclassico. Basandosi sul suo periodo di occupazione, Cuicuilco potrebbe essere la più antica città della valle del Messico, e fu quasi contemporanea (e forse ebbe relazioni) degli Olmechi della costa del golfo del Messico in Veracruz e Tabasco (noti anche come terra degli Olmechi).
Basandoci su fatti noti, fu il primo centro civico-religioso delle alture messicane, e nella sua popolazione si trovavano tutti gli strati sociali ed i tratti culturali che avrebbero caratterizzato l'altepetl (città-stato) della Mesoamerica classica.
Cuicuilco fu distrutta ed abbandonata da un'eruzione del vulcano Xitle, provocando una migrazione e modifiche nella popolazione che culminarono con il consolidamento di Teotihuacán come regnante delle alture centrali.
Il sito è composto da 8 dei numerosi edifici residenziali e religiosi che un tempo esistevano, e dai resti di un sistema idraulico che riforniva di acqua la città. Una delle piramidi fu costruita in posizione strategica, e fu uno dei primi tentativi di collegar i concetti religiosi agli eventi cosmici attraverso la costruzione di edifici.

## Etimologia
La sua etimologia è sconosciuta.
Secondo l'Instituto Nacional de Antropología e Historia (INAH) l'archeologa Zelia Nuttall (1857–1933) sostenne l'ipotesi che Cuicuilco significasse: "Luogo in cui si fanno canzoni e danze".

## Storia

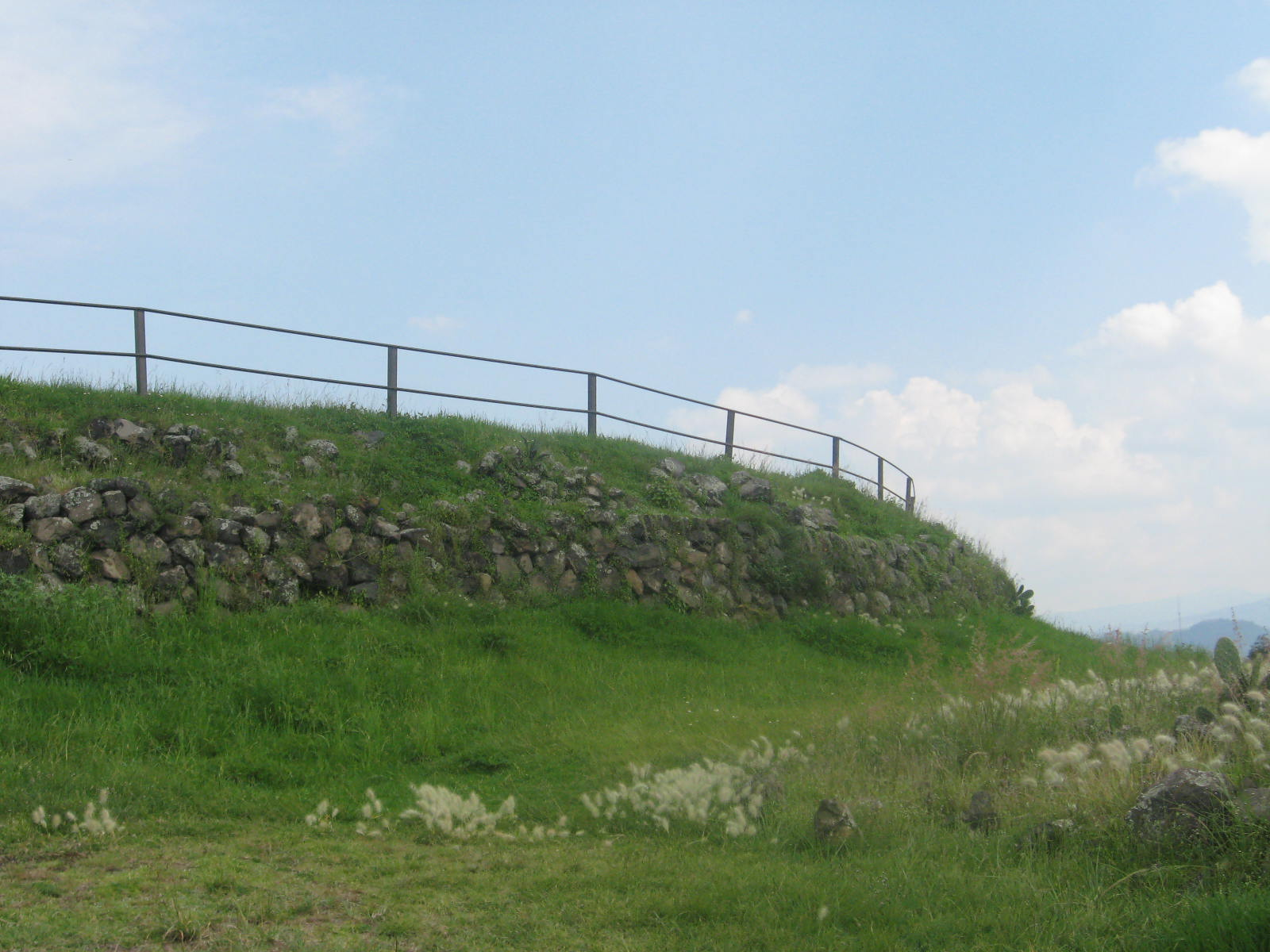
Anello superiore della piramide principale, visto dalle scale che conducono alla sommità

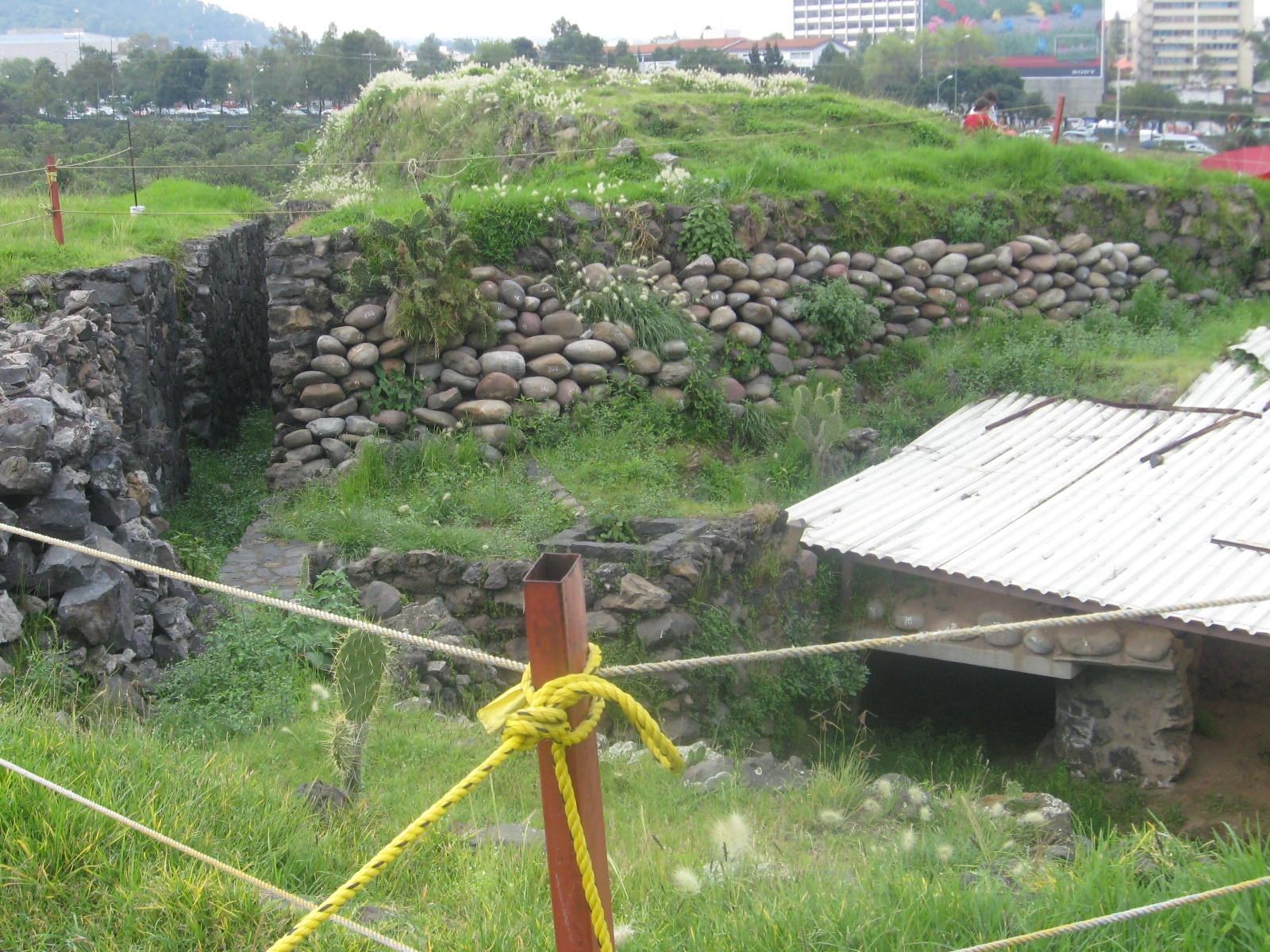
Fossato sulla cima della piramide contenente cinque altari (protetti da un tetto in metallo ondulato

Ha una base della piramide costruita attorno all'800–600 a.C., che rappresenta la principale struttura cittadina.
Cuicuilco fu in origine fondata come villaggio di contadini, ma mostra prove di antiche pratiche religiose tra cui l'offerta di pietre e l'utilizzo di ceramiche come oggetti votivi per le tombe. La città si sviluppò attorno ad un grande centro cerimoniale con piramidi ed un'area urbana che comprendeva una plaza e vie che costeggiavano una serie di piccole piscine. Queste piscine venivano riempite dall'acqua proveniente dalle fonti delle vicine colline di Zacayuca e Zacaltepetl. È stato stimato che la popolazione abbia raggiunto un picco di 20 000 persone. Tra le caratteristiche del sito si trovano terrazze, vari edifici, fortificazioni e fossati e canali di irrigazione.
Nonostante il sito abbia sviluppato una nuova tradizione ceramista (attorno al 600–200 a.C.), si considera che tutta l'area si sviluppò grazie a numerose generazioni che l'abitarono dopo.
Le prove archeologiche, ceramiche e strutture, indicano che Cuicuilco si sviluppò nel I millennio a.C., durante il preclassico, come piccolo insediamento, e che i suoi abitanti interagirono con altri siti posti nel bacino del Messico o in regioni distanti, come Chupicuaro ad ovest e monte Albán a sud-est.
Le stime dei periodi di occupazione di Cuicuilco possono essere considerate di massima. La prima occupazione è stata stimata al 1200 a.C., quando furono creati numerosi villaggi di contadini con strutture simili. Nel periodo tra il 1000 ed l'800 a.C. furono costruite strutture coniche con base ovale. Gli studiosi definiscono questi luoghi "capitali regionali" per il fatto che fungevano da centri di integrazione, e che in seguito divennero capitali a tutti gli effetti.
Se la grande piramide di Cuicuilco è un'espressione di questo incremento, allora questo livello di sviluppo fu raggiunto tra l'800 ed il 600 a.C., quando fu costruita. Se fosse vero, le caratteristiche proto-urbane potrebbero estendersi al tardo preclassico, e l'indebolimento di Cuicuilco tra il 100 a.C. e l'1 d.C., quando iniziò lo sviluppo di Teotihuacan.

### Inizio della cultura
Nel medio preclassico (circa 800 a.C.) nacquero insediamenti nella zona, che lentamente crebbero divenendo villaggi e, attorno al 100 d.C., centri urbani civico-cerimoniali. Come centro urbano, Cuicuilco divenne molto importante, con una struttura gerarchica molto avanzata.
Esistono opinioni sul fatto che lo sviluppo del luogo, dalla sua fondazione, fosse dovuto alla posizione strategica nei pressi dell'entrata di Toluca, ed alle coste del lago di Texcoco. 
Per questo motivo, anche se il sito produsse ceramiche tra il 600 ed il 200 a.C., è evidente che la regione si sviluppò grazie alle successive generazioni.

### Sviluppo della cultura
Verso il tardo preclassico (circa 150 a.C.), Cuicuilco divenne un centro urbano a livello regionale, con una popolazione stimata di circa 20 000 abitanti, paragonabile alla Teotihuacan contemporanea. Lo sviluppo di Cuicuilco fu influenzato dall'eruzione dello Xitle, che formò uno strato di lava che coprì parzialmente o totalmente le strutture cittadine, la cui estensione è stata stimata in circa 400 ettari.

### Caratteristiche fisiologiche della cultura
Le persone avevano teste rotonde affette da deformazione cranica tubolare diretta o obliqua, la prima delle quali era molto comune. Veniva praticata la mutilazione dentale. L'aspettativa media di vita era di 51 anni, e molti erano affetti da malattie quali la osteomielite.

### Agricoltura e cibo
Grazie alla loro posizione geografica, gli abitanti avevano accesso a risorse naturali (flora e fauna), trovandosi a circa 4 km dal lago di Xochimilco, e vicino alla Sierra de las Cruces e ad Ajusco. Inoltre non mancavano fonti d'acqua e torrenti. Le civiltà precolombiane erano in grado di produrre cibo. L'economia mesoamericana era incentrata sull'agricoltura, probabilmente supportata dalla caccia, dalla pesca e dalla raccolta. Il legname era sempre disponibile, grazie alle vicine foreste, ed i campi agricoli si trovavano vicino al centro del sito, sepolti oggi sotto metri di lava e sotto i moderni edifici.
Si crede che la dieta consistesse soprattutto di mais, fagioli, zucche, pomodori, pesce ed animali selvatici.

### Fine della cultura
Il declino iniziò all'inizio del I secolo a.C., con la crescita di Teotihuacán come centro di influenza religiosa e culturale. Nell'anno 400 d.C. il vulcano Xitle, situato nelle vicinanze di "Ajusco" (nahuatl: atl, xochitl, co, "acqua", "fiori", "luogo"; "luogo dei fiori nell'acqua"), noto anche come Sierra del Ajusco - Chichinauhtzin, eruttò seppellendo e distruggendo quello che restava di Cuicuilco e Copilco (altro importante centro cerimoniale). Il disastro causò la dispersione dei cuicuilca verso Toluca e Teotihuacan, che assorbirono molti cuicuilca e la loro cultura.
Il declino di Cuicuilco (100 a.C. - 1 d.C.) ebbe una parziale ripresa tra l'1 ed il 150, con la presenza di divinità del fuoco.
Nonostante l'abbandono di Cuicuilco come importante centro cerimoniale, le persone continuarono a fare offerte quando il sito era coperto di lava.
A partire dall'inizio del XX secolo, "El Pedregal" è diventato un luogo importante per studiare le culture che precedettero i Teotihuacani ed i Mexica nel bacino del Messico. Gli scavi a Cuicuilco B hanno dimostrato che lo sviluppo del sito fu la conseguenza di dinamiche interne.
Gli archeologi hanno concluso che Cuicuilco era un'importante comunità prima dell'emergere di Teotihuacan come centro urbano, facendo notare che le sei piccole comunità che sarebbero poi diventate Teotihuacan stavano iniziando il loro sviluppo quando Cuicuilco costruiva piramidi ed edifici pubblici. La città sembra essere stata abbandonata attorno al 150-200, dopo l'eruzione del vicino Xitle, anche se il territorio fu rioccupato molto tempo dopo. Le ceramiche ritrovate fanno credere che i rifugiati del disastro vulcanico siano migrati a nord entrando a far parte di Teotihuacan, nei pressi del lago di Texcoco.

## Sito archeologico

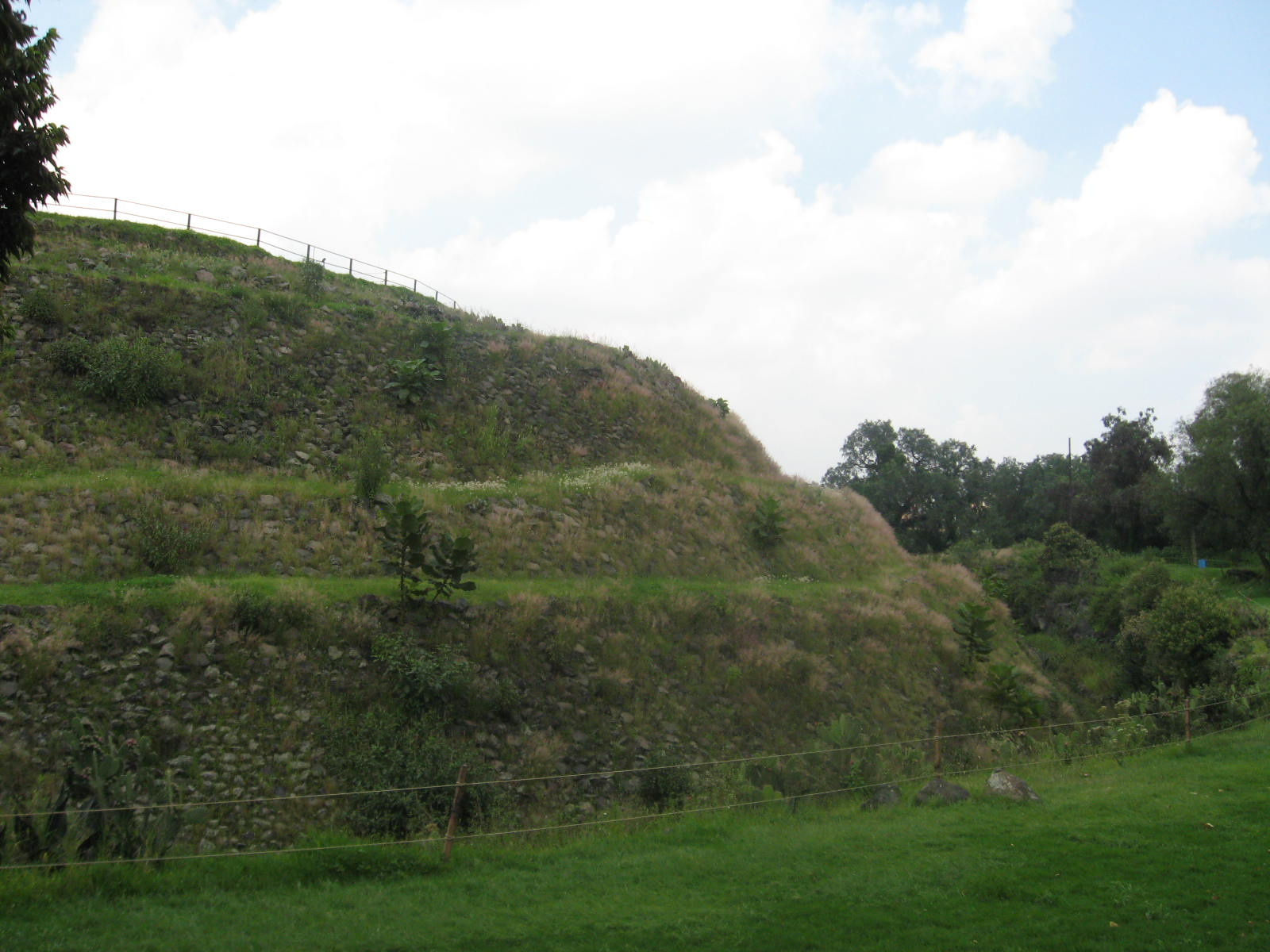
Lato meridionale della piramide

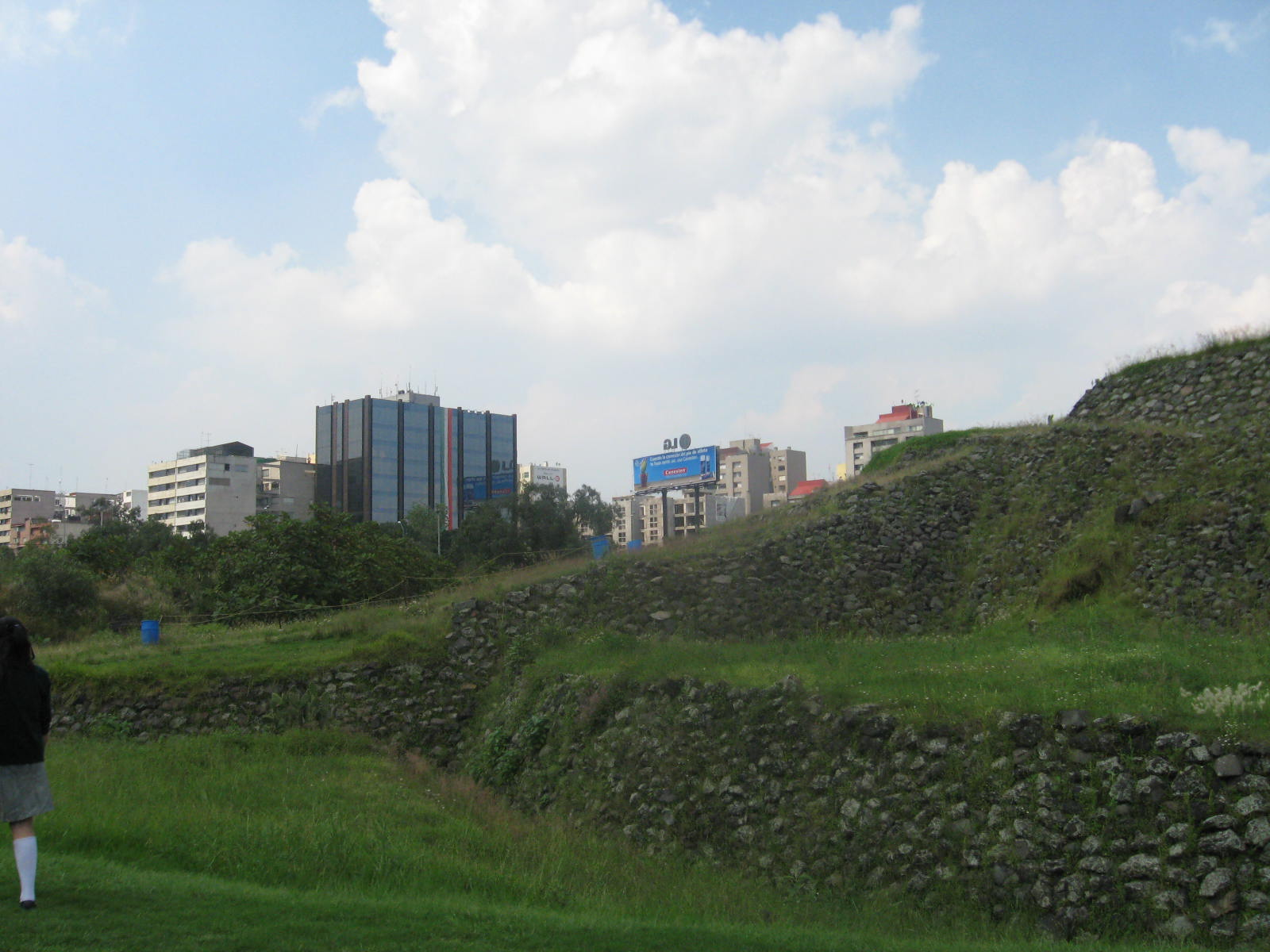
Parte di scalinata della piramide di Cuicuilco, con sullo sfondo i moderni edifici del quartiere Coyoacán

Il sito di Cuicuilco fu coperto da una denso strato di lava vulcanica noto come Pedregal de San Ángel. La lava coprì una superficie di circa 80 km², comprese le pendici del catena montuosa dell'Ajusco ed arrivando fino al vicino lago. Uno studio del 1956 concluse che i depositi di lava raggiunsero una profondità di oltre 10 metri in alcuni punti, il che aiutò nella conservazione di Cuicuilco. Il sito si trova oggi nell'area urbana, ed è parzialmente ricoperto da edifici di proprietà della UNAM. Sono stati possibili solo scavi parziali, e le moderne tecniche edilizie hanno danneggiato la città preistorica. Molti ritrovamenti archeologici effettuati nel 1990 a Cuicuilco, compresa una piramide circolare costruita in una piazza con piccole strutture associate ad un sistema agricolo, furono distrutti per la costruzione di un complesso di uffici a più piani. Per questo motivo è difficile accertare la reale grandezza e complessità di Cuicuilco.

### Altri studi
L'insediamento preispanico ed i suoi dintorni, coperti da lava, sono stati sigillati e si sono ben conservati. Il materiale rimasto sopra la lava è stato invece rovinato in modi diversi dai successivi 2000 anni.
La lava ricoprì uno specchio d'acqua, provocando tipiche sedimentazioni di torba, acqua stagnante in un ambiente paludoso con molto materiale organico. La presenza di ceramiche e di frammenti di pietra fanno pensare che ci si trovasse vicini alla costa.
Nella torba si possono trovare tracce della cenere di numerose eruzioni vulcaniche del Xitle e, forse, anche del Popocatépetl. Sul lato orientale, sotto la torba, è stato trovato un banco di sabbia, con ciottoli e ghiaia, prova dell'esistenza di un pendio scosceso e di acque torrenziali.
La lava in fondo al lago è stata coperta da altri sedimenti, il che significa che non distrusse l'ecosistema lacustre, e che il lago continuò a vivere anche dopo l'eruzione dello Xitle del 200.
Durante l'esplorazione di Byron Cummings (1922–1925) furono trovate ceramiche risalenti a periodi precedenti l'eruzione. Questi ritrovamenti furono seguiti da Eduardo Noguera (1939), il quale scavò le tombe nei pressi del settore della piramide noto come Cuicuilco A, corrispondente al sito preclassico. Nel 1957 gli studi di Heiser e Bennyhoff fornirono informazioni importanti per la ricostruzione cronologica delle fondamenta dell'edificio principale.
Tra il 1966 ed il 1968 sono stati trovati importanti complessi ed una serie di formazioni coniche, chiamate Cuicuilco B, da cui furono recuperate oltre 300 000 ceramiche. Basandosi sull'analisi delle ceramiche di Cuicuilco B, Florence Müller determinò che l'occupazione proseguìm anche dopo la famosa eruzione, nei periodi classico, epiclassico e postclassico fino alla conquista spagnola, anche se l'importanza del sito crollò radicalmente.
Nel 1990, nel settore chiamato Cuicuilco C, Rodríguez identificò ceramiche prevalentemente preclassiche, ed altre di altri periodi, compresi il coloniale ed il moderno.
La stratigrafia ha permesso di determinare che, dopo l'eruzione dello Xitle, i materiali accumulati sopra la lava dimostrano la presenza di insediamenti e villaggi dal 200 al 950 circa, secondo l'analisi delle ceramiche.
Gli abitanti scaricavano il materiale di scarto vicino al lago, e questi furono coperti dalla lava, anche se non si può negare la possibilità che fossero stati gettati direttamente in acqua. D'altra parte, la presenza di frammenti di bracieri, pezzi di miniature e vasi di Tlaloc indicherebbe che erano gettati in acqua durante l'esecuzione di riti, in modo simile a quanto descritto dagli storici Sahagún (1989) e Durán (1967) nelle città gemelle di Tenochtitlán e Tlatelolco, ed in molti altri insediamenti del Messico postclassico.
Molte ceramiche risalgono alle fasi dell'apice di Teotihuacán nel periodo classico (fasi Tlamimilolpa e Xolalpan), tra il 200 ed il 650. Secondo le ultime revisioni della cronologia basata sul radiocarbonio risalgono soprattutto al periodo epiclassico, 650-950, della tradizione Coyotlatelco, e sono contemporanee dell'occupazione Tula Chico, e di altri importanti centri della valle del Messico, come Cerro de la Estrella e Azcapotzalco. Esistono anche piccole percentuali di materiale la cui produzione iniziò nell'epiclassicalo ma che sono stati associati al culmine di Tula e, secondo le fonti etnostoriche e la datazione al carbonio, risalgono al 950-1150.
Questo materiale archeologico indica forti interazioni sociali tra la valle del Messico e le altre regioni posto sottol'egemonia di Teotihuacán, come confermato dalle unità sociopolitiche sorte dopo il declino di questo impero, e sono anche la dimostrazione di aspetti socio-economici legati all'emergere dello Stato tolteco.
Il ritrovamento di frammenti di ceramiche azteche del tardo postclassico e del periodo coloniale (nativo e spagnolo) dimostra l'esistenza di un insediamento a Cuicuilco durante l'impero Tepaneca-Azteco, prima dell'arrivo degli spagnoli, proseguito poi dai latidondisti quali Bernal Díaz del Castillo ed altri.

## Situazione attuale
A causa della sua posizione, Cuicuilco è in una situazione difficoltosa. La pianificazione e l'economia moderna interessano il luogo. Esistono discussioni sulla conservazione e sulla legislazione relativa al retaggio archeologico.
La Cuicuilco che si conosce è divisa in due zone. La prima è nota come Cuicuilco A, dove si trova il centro cerimoniale. L'altra si chiama Cuicuilco B, posta ad ovest di Cuicuilco A, nel villaggio olimpico sportivo.
La sua importanza è riconosciuta da tutti gli storici e archeologi, ma viene raramente studiata, soprattutto se paragonata ad altri siti come Teotihuacan e Tula. Il principale ostacolo per il suo studio è che l'area è quasi totalmente ricoperta da uno strato di lava di circa 9 o 10 metri di spessore. Questa difficoltà è aggravata dall'urbanizzazione dell'area, che ha portato a costruire sopra al sito archeologico, come nel caso dell'edificio Telmex e del centro commerciale Cuicuilco nel 1997.